# Delorges Caminha
Delorges Alves Caminha (Passo Fundo, 6 de outubro de 1902 – Rio de Janeiro, 19 de abril de 1971) foi um ator e diretor teatral brasileiro.

## Vida
Filho de Antônio Manuel Caminha, o comediante Delorges participou de importantes peças teatrais e filmes brasileiros e em 1944 fundou a “Cia. Delorges de Teatro”.
Foi o diretor da peça "Iaiá Boneca", de Ernani Fornari, na inauguração do Teatro Ginástico do Rio de Janeiro em 1938.
Foi casado com a atriz Henriette Morineau e faleceu em sua cidade natal no ano de 1971.

## Carreira

### Cinema
| Ano  | Título                           | Personagem        |
| ---- | -------------------------------- | ----------------- |
| 1968 | Os Marginais                     | Diogo             |
| 1968 | O Homem Que Comprou o Mundo      | Presidente        |
| 1963 | Crime no Sacopã                  |                   |
| 1962 | Vagabundos no Society            | Milionário        |
| 1961 | Por Um Céu de Liberdade          | Major             |
| 1957 | Sherlock de Araque               | Abreu             |
| 1954 | Toda A Vida em Quinze Minutos    | Banqueiro         |
| 1948 | Mãe                              | Promotor          |
| 1947 | O Homem Que Chutou a Consciência |                   |
| 1944 | Berlim na Batucada               | Turista americano |
| 1936 | Bonequinha de Seda               | João Siqueira     |

### Na Televisão
| Ano       | Título             | Personagem         | Nota                                    |
| --------- | ------------------ | ------------------ | --------------------------------------- |
| 1970-1971 | Irmãos Coragem     | Julião             | [ 8 ]                                   |
| 1952      | Grande Teatro Tupi | Vários personagens | Episódios: "Helena" "Diabinho de Salas" |

## Teatro[9]
- 1967/1968 - Volta ao Lar
- 1966 - Oh, Papai, Pobre Paizinho, Mamãe Te Pendurou no Armário e Eu Estou Muito Tristinho
- 1965 - A Garçonière do Meu Marido
- 1965 - Chico do Pasmado
- 1965 - Eram Todos Meus Filhos
- 1962 - Pif-Tac-Zig-Pong
- 1961 - Sorriso de Pedra
- 1957 - É do Amor que se Trata
- 1956 - Dona Xepa
- 1956 - Os Filhos da Biruta
- 1955 - O Mambembe
- 1955 - Os Ovos do Avestruz
- 1955 - Poeira de Estrelas
- 1955 - A Cegonha se Diverte...
- 1955 - Daqui Não Saio
- 1955 - Mulher de Briga
- 1954 - A Mulher do Diabo
- 1954 - Nina
- 1954 - O Mártir do Calvário
- 1954 - Um Cravo na Lapela
- 1953 - Beija-me e Verás
- 1949 - Diabinho de Saias
- 1949 - Diabinho de Saias
- 1949 - Hipócrita
- 1947 - Chantage
- 1945 - Plano Massot
- 1944 - Palmares
- 1944 - A Culpa É do Coração
- 1944 - Iaiá Boneca
- 1944 - O Casca Grossa
- 1944 - O Simpático Jeremias
- 1943 - O Rei dos Tecidos
- 1942 - A Mulher do Próximo
- 1940 - Pertinho do Céu
- 1938 - O Homem Que Nasceu Duas Vezes
- 1938 - Iáiá Boneca
- 1937 - Acredite Se Quiser
- 1937 - Depois da Meia-Noite
- 1937 - E o Amor É Assim
- 1936 - De Mãos Dadas
- 1936 - A Ditadora
- 1936 - A Mulher Que Se Vendeu
- 1935 - Deus
- 1935 - Divino Perfume
- 1935 - Histórias de Carlitos
- 1935 - Saudade
- 1934 - Sexo
- 1934 - A Boateira
- 1934 - Deus Lhe Pague
- 1934 - Mas Que Mulher!
- 1934 - O Canto Sem Palavras
- 1934 - Peso Pesado
- 1933 - Malandragem
- 1933 - Segura Esta Mulher!
- 1932 - Feitiço...
- 1931 - O Sol e a Lua
- 1931 - A Última Conquista
- 1931 - O Vendedor de Ilusões
- 1931 - O Bombonzinho
- 1930 - Carta Anonyma
- 1930 - O Amor D'Aqui a 50 Annos
- 1930 - Prompto Socorro
- 1930 - Que Noite, Meu Deus!
- 1929 - O Chefe Político
- 1927 - O Tio Solteiro